# رهوایلر
رهوایلر (به آلمانی: Rehweiler) یک شهر در آلمان است که در گلان-مونشوایلر (فرباندسگماینده) واقع شده‌است. رهوایلر ۴۷۹ نفر جمعیت دارد.